# Тейлвиг, Виктория Кьер
Виктория Кьер Тейлвиг (дат. Victoria Kjær Theilvig; род. 13 ноября 2003, Копенгаген) — датская модель, победительница конкурса «Мисс Вселенная 2024».

## Биография
Тейлвиг родилась в Копенгагене. Она выросла в неблагополучной семье, которая боролась с наркозависимостью, а сама Кьер Тейлвиг была жертвой изнасилования и насилия. Тейлвиг посещала Lyngby Handelsgymnasium, где изучала бизнес и маркетинг. Впоследствии Тейлвиг стала профессиональной танцовщицей и выступала за осведомленность о психическом здоровье, права животных и предпринимательство в индустрии красоты.
Рост 172 см

## Конкурс красоты
Тейлвиг начала свою карьеру в конкурсе красоты в 2021 году, когда она присоединилась к конкурсу «Мисс Дания 2021» и соревновалась с 32 другими претендентками, где заняла 2-я Вице-мисс. В следующем году ее назвали «Мисс Гранд Дания». Она представляла Данию на конкурсе «Мисс Гранд Интернешнл 2022» в Индонезии среди 68 претенденток и вошла в двадцатку лучших.
16 ноября 2024 года Тейлвиг представляла Дания на конкурсе «Мисс Вселенная 2024» и соревновалась со 125 другими претендентками на Arena CDMX в Мехико, Мексика, где она завоевала титул, а ее преемницей стала Шейннис Паласиос из Никарагуа.